# 松居圭一郎
松居圭一郎（日语：／ Matsui Keiichiro，1994年6月5日—），日本男子羽毛球運動員，亦為現役日本國家羽毛球隊（A隊）成員。石川縣出生，畢業於富岡第一中学校、富岡高校及日本体育大学，現隸屬於日立情報通信工程株式会社羽毛球隊，球員編號4號。

## 簡歷
2012年10月，松居圭一郎代表日本隊出戰日本千葉縣舉行的世界青年羽毛球錦標賽。在率先進行的混合团体赛中，日本队以2比3不敌中国队，获得团体赛亚军；在男子双打賽事中，松居圭一郎与三浦光將則在首轮以1比2（17-21、21-16、15-21）不敵中華台北组合張課琦/廖啟宏，未能晉級下一圈；而在混双双打賽事中，松居圭一郎与早田紗希則在32强以0-2（12-21、13-21）不敌赛会头号种子、韩国组合催率圭/蔡侑玎，提早出局。
2013年9月，松居圭一郎與三浦光將出戰俄羅斯羽毛球大獎賽，在男子雙打準決賽以0比2（16-21、9-21）不敌赛会头号种子、俄罗斯的弗拉基米尔·伊万诺夫/伊万·索松诺夫。
2017年6月，松居圭一郎與竹內義憲出戰西班牙羽毛球國際賽，在男子雙打決賽以0比2（17-21、19-21）不敵荷蘭組合雅高·阿伦斯/鲁宾·吉尔，奪得亞軍。同年7月，他與荒木茜羽出戰俄羅斯羽毛球大獎賽，在混合雙打决赛以0比3（8-11、11-13、3-11）不敌马来西亚新老组合的陳炳順/謝宜茜，赢得亚军。
2018年5月，松居圭一郎與竹內義憲出戰澳洲羽毛球公開賽，在男子雙打準决赛以0比2（17-21、11-21）不敌赛会2号种子、印尼的W·N·A·邦卡亚尼拉/A·Y·桑托索。

## 主要比賽成績
只列出曾進入準決賽的國際賽事成績：
| 年份   | 賽事                     | 公開賽級別 | 項目     | 拍檔     | 成績   |
| ------ | ------------------------ | ---------- | -------- | -------- | ------ |
| 2012年 | 亞洲青年羽毛球錦標賽     | 其他       | 混合團體 | －       | 冠軍   |
| 2012年 | 世界青年羽毛球錦標賽     | 其他       | 混合團體 | －       | 亞軍   |
| 2013年 | 俄羅斯羽毛球大獎賽       | 大獎賽     | 男子雙打 | 三浦光將 | 準決賽 |
| 2017年 | 西班牙羽毛球國際賽       | 國際挑戰賽 | 男子雙打 | 竹內義憲 | 亞軍   |
| 2017年 | 俄羅斯羽毛球大獎賽       | 大獎賽     | 混合雙打 | 荒木茜羽 | 亞軍   |
| 2018年 | 澳洲羽毛球公開賽         | 超級300賽  | 男子雙打 | 竹內義憲 | 準決賽 |
| 2019年 | 蒙古國羽毛球國際賽       | 國際挑戰賽 | 男子雙打 | 竹內義憲 | 準決賽 |
| 2019年 | 加拿大羽毛球公開賽       | 超級100賽  | 男子雙打 | 竹內義憲 | 準決賽 |
| 2019年 | 俄羅斯羽毛球公開賽       | 超級100賽  | 男子雙打 | 竹內義憲 | 亞軍   |
| 2019年 | 馬爾代夫羽毛球國際挑戰賽 | 國際挑戰賽 | 男子雙打 | 竹內義憲 | 冠軍   |
| 2019年 | 杜拜羽毛球國際挑戰賽     | 國際挑戰賽 | 男子雙打 | 竹內義憲 | 冠軍   |
| 2022年 | 湯姆斯盃                 | 其他       | 男子團體 | －       | 季軍   |
| 2025年 | 馬來西亞羽毛球國際挑戰賽 | 國際挑戰賽 | 男子雙打 | 玉手勝輝 | 冠軍   |

| 2007-2017年 | 首要超級賽 | 超級賽 | 黃金大獎賽 | 大獎賽 | 國際挑戰賽 | 國際系列賽 | 未來系列賽 | 其他 |

| 2018-2026年 | 總決賽 | 超級1000賽 | 超級750賽 | 超級500賽 | 超級300賽 | 超級100賽 | 國際挑戰賽 | 國際系列賽 | 未來系列賽 | 其他 |

### 奧運會和世錦賽參賽紀錄
|          | 搭檔     | 2021 | 2022 |
| -------- | -------- | ---- | ---- |
| 男子雙打 | 竹內義憲 | 8強  | 32強 |